# Original (album)
Original je peti studijski album srbijanske pjevačice Nataše Bekvalac. Izdala ga je izdavačka kuća City Records 6. lipnja 2016. godine. Na albumu se nalazi četrnaest pjesama.

## Popis pjesama
| Br. | Skladba                  | Trajanje |
| --- | ------------------------ | -------- |
| 1.  | »Ludilo«                 | 3:33     |
| 2.  | »Lave moj«               | 3:50     |
| 3.  | »Prva«                   | 3:35     |
| 4.  | »Anđeo i grešnica«       | 3:33     |
| 5.  | »Pseto«                  | 3:30     |
| 6.  | »Original«               | 3:17     |
| 7.  | »Žeton«                  | 3:50     |
| 8.  | »Hiljadu nula«           | 3:54     |
| 9.  | »Pozitivna«              | 3:51     |
| 10. | »Najgora«                | 3:40     |
| 11. | »Kraljica novih ljubavi« | 3:46     |
| 12. | »Sluškinja«              | 4:05     |
| 13. | »Mogu da prođem«         | 3:06     |
| 14. | »Ja sam dobro«           | 4:44     |

## Izdanja
| Regija | Datum           | Format(i) | Izdavač      |
| ------ | --------------- | --------- | ------------ |
| Srbija | 6. lipnja 2016. | CD        | City Records |